# Nabłonek wielorzęskowy
Nabłonek wielorzęskowy, nabłonek multiciliarny – typ nabłonka migawkowego, w którym każda komórka posiada więcej niż jedną wić lub rzęskę. Jest szerzej rozpowszechniony w świecie zwierząt (szczególnie wśród form dorosłych) i często uważany za bardziej zaawansowany ewolucyjnie niż nabłonek jednorzęskowy. Współwystępowanie obu typów nabłonka w jednym stadium życiowym jest stosunkowo rzadkie.